# Torneo de Tianjin
El Tianjin Open es un torneo de tenis de la WTA que se lleva a cabo en Tianjin, República Popular China. Realizado desde 2014, este evento pertenece a la categoría International y se juega en canchas duras al aire libre.

## Campeonas

### Individual
| Año  | Campeona            | Finalista         | Resultado   |
| ---- | ------------------- | ----------------- | ----------- |
| 2014 | Alison Riske        | Belinda Bencic    | 6-3, 6-4    |
| 2015 | Agnieszka Radwańska | Danka Kovinić     | 6-1, 6-2    |
| 2016 | Shuai Peng          | Alison Riske      | 7-6(3), 6-2 |
| 2017 | María Sharápova     | Aryna Sabalenka   | 7-5, 7-6(8) |
| 2018 | Caroline Garcia     | Karolína Plíšková | 7-6(7), 6-3 |
| 2019 | Rebecca Peterson    | Heather Watson    | 6-4, 6-4    |

### Dobles
| Año  | Campeonas                             | Finalistas                       | Resultado           |
| ---- | ------------------------------------- | -------------------------------- | ------------------- |
| 2014 | Alla Kudryavtseva Anastasia Rodionova | Sorana Cîrstea Andreja Klepač    | 6-7(6), 6-2, [10-8] |
| 2015 | Xu Yifan Saisai Zheng                 | Darija Jurak Nicole Melichar     | 6-2, 3-6, [10-8]    |
| 2016 | Christina McHale Shuai Peng           | Magda Linette Xu Yifan           | 7-6(8), 6-0         |
| 2017 | Irina-Camelia Begu Sara Errani        | Dalila Jakupović Nina Stojanović | 6-4, 6-3            |
| 2018 | Nicole Melichar Květa Peschke         | Monique Adamczak Jessica Moore   | 6-4, 6-2            |
| 2019 | Shuko Aoyama Ena Shibahara            | Nao Hibino Miyu Kato             | 6-3, 7-5            |